# استان جلفه
| استان جلفه         | استان جلفه          |
| ------------------ | ------------------- |
|                    |                     |
| Algeria-Djelfa.png |                     |
| کشور               | الجزایر             |
| مساحت              | ۶۶,۴۱۵ کیلومتر مربع |
| جمعیت              |                     |
| جمعیت              | ۱,۲۲۳,۲۲۳           |
| تراکم جمعیت        | ۱۸.۴/کیلومتر مربع   |
| شمارگان            |                     |
| شمارهٔ استان        | ۱۷                  |
| پیش‌شمارهٔ تلفنی     | ۰۲۷                 |
| تعداد فرمانداری‌ها  | ۱۲                  |
| تعداد شهرستان‌ها    | ۳۶                  |
| کد پستی            |                     |

جِلفَه نام استان هفدهم کشور الجزایر است.

## تاریخچه
این استان به هنگام تقسیمات کشوری جمهوری دموکراتیک خلق الجزایر در ۱۹۷۴ تشکیل شد.

## جغرافیا
استان جلفه دارای ۱۲ فرمانداری و ۳۶ شهرستان و ۸۰۰٫۰۰۰ نفر جمعیت است.
جلفه در میان صحرای بزرگ آفریقا قرار گرفته و در این ناحیه پیرامون هزار سنگ‌نگاره از دوران نوسنگی یافت شده است.

### شهرها و نقاط جغرافیایی
- مسعد
- عموره
- صید البری
- کثبان زاغر
- شارف: دارای آبگرم معدنی درمان‌کننده و درختزارهای بلوط و عرعر.
- حجر الملح: سومین کوه بزرگ نمکی در جهان
- سن الباء: دارای درختزارهایی گسترده که برای انجام ورزش استفاده می‌شود.
- کوه بوکحیل: در نزدیکی شهر مسعد، بخشی از رشته‌کوه‌های اطلس صحرایی.
- آبگرم شارف: در ۴۰ کیلومتری شهر جلفه

## مردم
مردم جلفه در دانش‌آموزی کوشا هستند و از چهره‌های سرشناس دانشور این استان می‌توان از نویسنده و روحانی اصلی منطقه شیخ سی عطیه و همچنین از شیخ سی مصطفی و شیخ سی عبدالقادر بن ابراهیم مسعدی نام برد.